# Etienne Barbara
Etienne Barbara (Pietà, 10 giugno 1982) è un ex calciatore maltese.